# Кафестол
Кафестол — дитерпеноидная молекула, содержащаяся в кофе.
Coffea arabica содержит в себе примерно 0,6 % кафестола по массе. В наибольших количествах кафестол содержится в нефильтрованных кофейных напитках, таких как френч-пресс, кофе по-турецки. В фильтрованных напитках присутствует в незначительных количествах.
Исследования показывают, что регулярное потребление отварного кофе увеличивает уровень холестерина в крови на 8 % у мужчин и на 10 % у женщин. Для тех, кто пьет фильтрованный кофе эффект значим только для женщин.
Кафестол показал антиканцерогенные свойства на экспериментах с крысами.
Химическое соединение также было замечено в ходе подавления развития болезни Паркинсона.